# Podział administracyjny Kościoła katolickiego w Demokratycznej Republice Konga
Podział administracyjny Kościoła katolickiego w Demokratycznej Republice Konga – w ramach Kościoła katolickiego w Demokratycznej Republice Konga funkcjonują obecnie sześć metropolii, w których skład wchodzi sześć archidiecezji i czterdzieści jeden diecezji. 
Jednostki administracyjne Kościoła katolickiego obrządku łacińskiego w Demokratycznej Republice Konga:

## Metropolia Bukavu
- Archidiecezja Bukavu
  - Diecezja Butembo-Beni
  - Diecezja Goma
  - Diecezja Kasongo
  - Diecezja Kindu
  - Diecezja Uvira

## Metropolia Kananga
- Archidiecezja Kananga
  - Diecezja Kabinda
  - Diecezja Kole
  - Diecezja Luebo
  - Diecezja Luiza
  - Diecezja Mbujimayi
  - Diecezja Mweka
  - Diecezja Tshumbe

## Metropolia kinszaska
- Archidiecezja kinszaska
  - Diecezja Boma
  - Diecezja Idiofa
  - Diecezja Inongo
  - Diecezja Kenge
  - Diecezja Kikwit
  - Diecezja Kisantu
  - Diecezja Matadi
  - Diecezja Popokabaka

## Metropolia Kisangani
- Archidiecezja Kisangani
  - Diecezja Bondo
  - Diecezja Bunia
  - Diecezja Buta
  - Diecezja Doruma-Dungu
  - Diecezja Isangi
  - Diecezja Isiro-Niangara
  - Diecezja Mahagi-Nioka
  - Diecezja Wamba

## Metropolia Lubumbashi
- Archidiecezja Lubumbashi
  - Diecezja Kalemie-Kirungu
  - Diecezja Kamina
  - Diecezja Kilwa-Kasenga
  - Diecezja Kolwezi
  - Diecezja Kongolo
  - Diecezja Manono
  - Diecezja Sakania-Kipushi

## Metropolia Mbandaka-Bikoro
- Archidiecezja Mbandaka-Bikoro
  - Diecezja Basankusu
  - Diecezja Bokungu-Ikela
  - Diecezja Budjala
  - Diecezja Lisala
  - Diecezja Lolo
  - Diecezja Molegbe